# Turninum
Het Turninum Volksmuseum is het heemkundig museum van Deurne (België). Het museum is gevestigd in een paar oude dorpswoningen en een wagensmidse in Deurne-Dorp. Turninum is de oudst bekende naam van Deurne.
Turninum focust op de geschiedenis van de gewone burgers de 19e en het begin van de 20e eeuw. Het museum omvat onder meer een arbeiderswoning ten tijde van het interbellum, een smidse, een herberg, een diamantatelier en een verfwinkel. De collectie van de afdeling archeologie sluit aan bij het Natuurhistorisch Museum Boekenberg. Het bevat onder meer voorwerpen die gevonden werden bij opgravingen rond het 16e-eeuwse kasteel Gallifort.
Tot slot wordt in het museum aandacht besteed aan enkele bekende bewoners van Deurne, zoals Maurice Dequeecker, John Lundström en Leopold Vermeiren.